# Муравский, Рафал
Ра́фал Мура́вски (или Мура́вский, пол. Rafał Murawski; род. 9 октября 1981, Мальборк, Польша) — польский футболист, игравший на позиции полузащитника. Выступал в национальной сборной Польши.

## Биография

### Клубная карьера

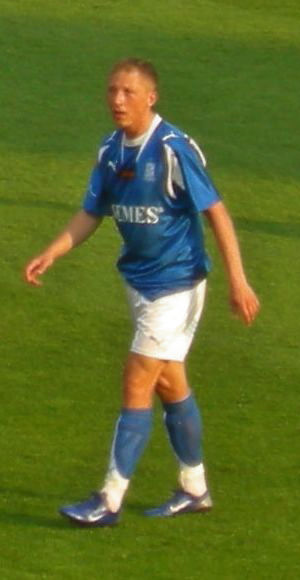
В игре за «Лех»

Муравский начал карьеру в Гданьске в клубе МРСК, за который выступал на юношеском уровне, позже подписал контракт с другим гданьским клубом — «Геданя», где провёл свой первый сезон на профессиональном уровне. В 2000 году он присоединился к клубу «Арка» (Гдыня). Позже играл за «Амику» (Вронки), в которой провёл 40 матчей и забил 3 гола.
После слияния «Амики» и «Леха» присоединился к познанскому «Леху». В команде в Экстраклассе дебютировал 30 июля 2006 года в матче против плоцкой «Вислы» (3:2). До этого успел сыграть в Кубке Интертото в матче против молдавского «Тирасполя» (1:0), второй матч «Лех» также проиграл (3:1). В сезоне 2008/09 «Лех» успешно выступил в Кубке УЕФА. В квалификации поляки выиграли у азербайджанского «Хазара-Ленкорани», швейцарского «Грассхоппера» и австрийской «Аустрии» из Вены. В групповом раунде «Лех» занял 3 место уступив российскому ЦСКА из Москвы, испанскому «Депортиво» и опередив французский «Нанси» и голландский «Фейеноорд». Но в следующем раунде «Лех» уступил итальянскому «Удинезе».
28 июня 2009 года Рафал подписал трёхлетний контракт с казанским «Рубином». Трансфер обошёлся в 2,5 миллиона евро. В российской Премьер-лиге дебютировал 16 августа 2009 года в матче против грозненского «Терека» (4:0), Муравский вышел на 60 минуте вместо эквадорца Кристиана Нобоа. Также Рафал попал в заявку Курбана Бердыева на Лигу чемпионов.
В 2011 году снова вернулся в «Лех».

### Карьера в сборной
15 ноября 2006 года дебютировал в сборной Польши в матче против Бельгии (0:1), Муравски вышел на 79 минуте вместо Дариуша Дудки. Первый гол забил 21 ноября 2007 года в матче против Сербии (2:2), в ворота Влады Аврамова.
В составе сборной Польши успешно прошёл квалификацию к чемпионату Европы 2008 в Австрии и Швейцарии. Тогда Польша заняла 1 место, обогнав такие сборные как: Португалия, Сербия, Финляндия и Бельгии.
На самом чемпионате Европы Польша заняла последнее место в группе В, уступив Австрии, Германии и Хорватии. Муравский провёл 2 игры против Австрии и Хорватии.

## Достижения
- Обладатель Кубка Польши (1): 2008/09
- Чемпион России (1): 2009
- Обладатель Суперкубка России (1): 2010

## Личная жизнь
Женат, воспитывает дочь Наталью.